# Tabaluga

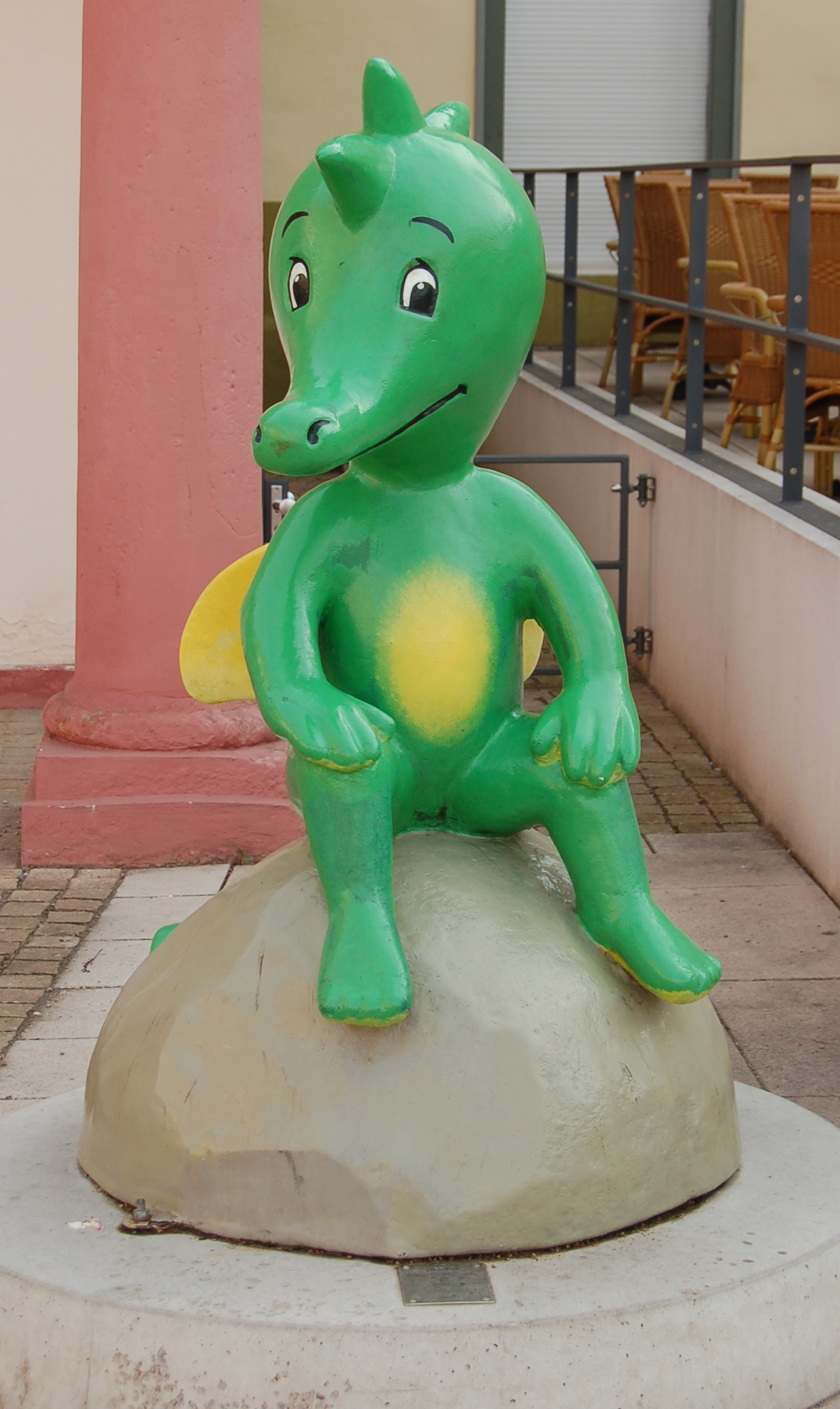
Statue der Figur Tabaluga am Erfurter Hirschgarten

Tabaluga, ein kleiner grüner Drache, ist eine auf Kinder ausgerichtete Märchengestalt, die ursprünglich von dem deutschen Rocksänger Peter Maffay, dem Kinderliedermacher Rolf Zuckowski und dem langjährigen Maffay-Textautor Gregor Rottschalk erdacht wurde. Das Thema kreierten sie 1983 zunächst nur für die Umsetzung als Konzeptalbum in Form eines Rockmärchens. Tabaluga, dessen Gestalt die Kinderbuchautorin Gisela von Radowitz und der Kinderbuchautor und -illustrator Helme Heine entwickelten, lebt in „Grünland“ und ist inzwischen 7 Jahre alt, wobei jedes Drachenjahr 100 Menschenjahren entspricht.
Der Tabaluga-Erfolg begann mit dem Konzeptalbum Tabaluga oder die Reise zur Vernunft (1983). Es folgten sechs weitere Konzeptalben: Tabaluga und das leuchtende Schweigen (1986), Tabaluga und Lilli (1993), Tabaluga und das verschenkte Glück (2003), Tabaluga und die Zeichen der Zeit (2011), Tabaluga – Es lebe die Freundschaft (2015) und Tabaluga – Die Welt ist wunderbar! (2022). Außerdem erschien Frohe Weihnachten mit Tabaluga (2007) als Album mit Weihnachtsliedern. Des Weiteren gab es vier Tourneen: Tabaluga & Lilli (1994), Tabaluga und das verschenkte Glück (2003), Tabaluga und die Zeichen der Zeit (2012) und Es lebe die Freundschaft (2016), von denen jeweils Mitschnitte unter anderem als Live-DVDs erschienen.
Zudem gab es das Musical Tabaluga & Lilli, das in Oberhausen im TheatrO CentrO lief (1999 bis 2001) und von dem ein Studioalbum der Lieder erschien. Seit 2014 gibt es Tabaluga und die Zeichen der Zeit – Das 360°-Erlebnis, eine in zahlreichen Planetarien Deutschlands gezeigte Fulldome-Show.
Darüber hinaus gibt es eine Zeichentrickfernsehserie (1997 bis 2004), die in über 100 Ländern erfolgreich ausgestrahlt wird und deren Folgen teilweise als DVD erhältlich sind. 2018 kam Tabaluga – Der Film in die Kinos. Zahlreiche Kindergärten und -einrichtungen tragen inzwischen Tabaluga im Namen.

## Verwertungen

### Überblick
- 1983: Tabaluga oder die Reise zur Vernunft (erstes Konzeptalbum)
- 1986: Tabaluga und das leuchtende Schweigen (zweites Konzeptalbum)
- 1988: Tabaluga and the Magic Jadestone (englische Version des zweiten Albums, von Chris Thompson)
- 1993: Tabaluga und Lilli (drittes Konzeptalbum)
- 1993: Buch: Peter Maffay – Tabaluga und Lilli (Liederbuch)
- 1994: Buch: Tabaluga (Roman von Helme Heine und Gisela von Radowitz)
- 1994: Rockmärchen-Tournee Tabaluga und Lilli (Mischung aus erstem und drittem Album)
- 1994: Fernsehausstrahlung der Aufzeichnung einer Tourneeaufführung des Rockmärchens Tabaluga und Lilli (November 1994; ZDF)
- 1994: Tabaluga und Lilli – Live (Live-CD; Mitschnitt von 1994er-Tournee aus Dortmunder Westfalenhalle vom 11./12. April 1994)
- 1997: Tabalugas Zauberharfe wird von Capella Antiqua als CD / Buch mit CD / MC veröffentlicht
- 1997: Tabaluga tivi wird erstmals als (wöchentlich wiederkehrende) Unterhaltungs- und Spielshow für Kinder im ZDFtivi ausgestrahlt
- 1997: Tabaluga-Zeichentrickserie – erste Staffel mit 26 Folgen (gesendet in der TV-Reihe Tabaluga tivi im ZDF und KiKA)
- 1997: Buch Tabaluga – Die schönsten Traumgeschichten
- 1998: Buch Tabaluga – Die schönsten Kinderlieder
- 1998: Buch Tabaluga – Die schönsten Kinderreime und Fingerspiele
- 1999: Musical Tabaluga & Lilli im TheatrO CentrO (Oberhausen; 24. September 1999 bis 30. Juni 2001)
- 1999: Tabaluga & Lilli, Studioalbum der Musical-Lieder vom Ensemble des TheatrO CentrO (Oberhausen)
- 1999: Videospiel "Tabaluga" für Game Boy und Game Boy Color[4]
- 1999: Briefmarke Für die Jugend – Tabaluga
- 1999: Buch Tabaluga – Mein schönstes Weihnachtsbuch
- 2000: Buch Tabaluga – Die schönsten Gute-Nacht-Geschichten
- 2000: Buch Tabaluga – Mein schönstes Märchenbuch
- 2001: Tabaluga-Zeichentrickserie – zweite Staffel mit 26 Folgen (ZDF und KiKA)
- 2002: Tabaluga und das verschenkte Glück (viertes Konzeptalbum)
- 2002: Tabaluga viatja buscant el seny, Katalanische Version von Tabaluga oder die Reise zur Vernunft (MC and CD)
- 2003: Rockmärchen-Tournee Tabaluga und das verschenkte Glück; auf viertem Album basierend
- 2003: Tabaluga und Leo – Das Weihnachtshörspiel; auf der Tabaluga-Zeichentrickserie basierend (CD)
- 2003: Buch: Peter Maffay – Tabaluga und das verschenkte Glück (Liederbuch; für Informationen siehe Absatz „Literatur“)
- 2003/04: Tabaluga-Zeichentrickserie – dritte Staffel mit 26 Folgen (ZDF und KiKA)
- 2004: Tabaluga und das verschenkte Glück (erste Live-DVD; Mitschnitt von 2003er-Tournee aus Frankfurter Festhalle)
- 2004: Rockmärchen-Tournee (Fortsetzung) Tabaluga und das verschenkte Glück; auf viertem Album basierend
- 2005: Fernsehausstrahlung von Tabaluga und Leo; auf der Tabaluga-Zeichentrickserie basierender Film
- 2006: Tabaluga und Lilli – Live (zweite Live-DVD; Mitschnitt von 1994er-Tournee aus Dortmunder Westfalenhalle)
- 2007: Frohe Weihnachten mit Tabaluga (Weihnachtsalbum)
- 2007: 10-jähriges Jubiläum von Tabaluga tivi
- 2010: Tabaluga und Leo – Weihnachtsspecial, Mitschnitt der 2005er Fernsehausstrahlung (DVD)
- 2011: Tabaluga tivi wird nach 14 Jahren vorerst eingestellt; als Fortsetzung gibt es neue Projekte mit dem Goldenen Tabaluga.
- 2011: Tabaluga und die Zeichen der Zeit (fünftes Konzeptalbum)
- 2012: Rockmärchen-Tournee Tabaluga und die Zeichen der Zeit; auf fünftem Album basierend
- 2012: Tabaluga und die Zeichen der Zeit (zweite Live-CD, dritte Live-DVD und erste Live-BD; Mitschnitt von 2012er-Tournee aus Frankfurter Festhalle)
- 2014 (bis heute): Tabaluga und die Zeichen der Zeit – Das 360°-Erlebnis (Fulldome-Show in Planetarien)[3]
- 2015: Tabaluga – Es lebe die Freundschaft (sechstes Konzeptalbum)[5]
- 2016: Rockmärchen-Tournee Es lebe die Freundschaft;[6] auf sechstem Album basierend; 64 Konzerte[2]; ca. 390.000 Zuschauer[6]
- 2017: Tabaluga – Es lebe die Freundschaft! Live (dritte Live-CD, vierte Live-DVD und zweite Live-BD; Mitschnitt von 2016er-Tournee in der Dortmunder Westfalenhalle)[6]
- 2018: Tabaluga – Der Film:
  - 3D-Animationsfilm (siehe unten Kinofilm; erschien am 6. Dezember 2018)
  - Hörspiel zum Kinofilm [Einzel-CD (Kurzfassung); Doppel-CD (Langfassung; ungekürzt) und Download; erschien am 9. November 2018]
  - Original-Soundtrack und -Score zum Kinofilm (CD und Download; erschien am 16. November 2018):
– Original-Soundtrack mit 10 Songs (gesungen von Wincent Weiss, Michael Bully Herbig, Heinz Hoenig, Yvonne Catterfeld und Peter Maffay)
– Original-Score mit 13 Instrumentalliedern (eingespielt vom Deutschen Filmorchester Babelsberg)
- 2022: Tabaluga – Die Welt ist wunderbar! (siebtes Konzeptalbum)

### Konzeptalben
Bisher erschienen sieben Tabaluga-Konzeptalben von Peter Maffay: Tabaluga oder die Reise zur Vernunft (1983), Tabaluga und das leuchtende Schweigen (1986), Tabaluga & Lilli (1993), Tabaluga und das verschenkte Glück (2002), Tabaluga und die Zeichen der Zeit (2011), Tabaluga – Es lebe die Freundschaft (2015), und Tabaluga – Die Welt ist wünderbar (2022). Außerdem erschien Frohe Weihnachten mit Tabaluga (2007) als Album mit kindgerechten Weihnachtsliedern.

#### Tabaluga oder die Reise zur Vernunft (1983)
Handlung
Als der kleine Drache Tabaluga den morgendlichen Ermahnungen seines Vaters Tyrion nicht zuhört, schickt ihn dieser auf eine Reise, wie es bei den Drachen schon immer Brauch ist. Tabaluga soll die Vernunft suchen, welche nicht leicht zu erkennen ist; dabei möchte er sich auf „die Kraft, die alles bewegt, die Fantasie“ verlassen.
Auf seiner Reise begegnet Tabaluga dem Mond – er macht die Zeit; einer Ameisenkönigin, welche auf unbedingte Arbeit und Ordnung setzt; dem Riesen Grykolos und dem Baum des Lebens. Der Feuersalamander Pyromella stellt fest, dass die beiden zwar nicht zueinander passen; aber wenn sie schon keine Freunde sein können, so wollen sie doch wenigstens keine Feinde sein. Diese zeigt ihm auch die Kaulquappenschule, mit dem Wahlspruch „Werde Frosch, aber sei kein Frosch“. Der Storch Arafron gibt Tabaluga den Tipp, die zweihundertjährige Meeresschildkröte Nessaja zu befragen und bringt ihn zu ihr. Unterwegs beobachtet er eine Gruppe Delphine, die sich einfach ihres Daseins erfreuen. Am Ende seiner Reise erzählt ihm Nessaja, dass sie nie erwachsen sein wollte und tief in sich ein Kind geblieben ist.
Titelliste
1. Einleitung
2. Tyrion
3. Tabaluga
4. Lied des Mondes
5. Arbeit ist das halbe Leben
6. Riesen-Glück
7. Der Baum des Lebens
8. Drache und Salamander
9. Kaulquappenschule
10. Himmelsriesen
11. Die Delphine
12. Nessaja

#### Tabaluga und das leuchtende Schweigen (1986)
Handlung
Der Drache Tabaluga hat seinem Vater Tyrion einen magischen Jadestein aus der Tasche entwendet und wird von ihm beim Spielen mit dem Stein erwischt. Bevor dieser ihm eine Moralpredigt halten kann, fragt Tabaluga ihn, was dieses Ding namens „Liebe“ sei. Tyrion antwortet ihm nicht und Tabaluga wünscht sich mittels des Jadesteins an einen anderen Ort. Am Ende eines Regenbogens trifft Tabaluga auf ein weinendes Mädchen, das Halbkind – die Tochter der Sonne und des Mondes. Sie ist traurig und kann sich selbst nicht lieben, da das „leuchtende Schweigen“ fehle, habe sie nur die Traurigkeit. Der Regenbogen rät Tabaluga, mittels des Jadesteins zu erfahren, wie eine Welt ohne Liebe wäre. Tabaluga folgt diesem Rat und gelangt in eine Maschinenwelt, die von Menschenrobotern bevölkert wird, die sich für perfekt und allwissend halten; mit der Frage nach der „Liebe“ überfordert er die Roboter jedoch.
Tabaluga versucht weiter herauszufinden, was Liebe ist, und reist mit dem Jadestein weiter und gelangt in die Welt der stetig gestaltwandelnden Traumfrau. Als Tabaluga aus seinem Traum erwacht, wird er von Deimon – dem Hass – und seiner Schlangengefährtin Bilingua – dem Neid – überrascht; statt sich ihnen zu stellen verschwindet Tabaluga jedoch in die kristallene Eiswelt, wo er auf die Eisprinzessin trifft. Der Chor der verlorenen Seelen, die für immer im Eis gefangen sind, können Tabaluga warnen, um vor der kaltherzigen Prinzessin zu fliehen. Als Tabaluga die Eiswelt verlassen hat, wird er von dem Tod begrüßt, der ihm berichtet, dass es für Tabaluga Zeit sei, ihn zu begleiten. Es stellt sich jedoch heraus, dass eine Verwechslung vorliegt und er eigentlich Tyrion Drache abholen sollte. Tyrion hatte sich derweil auf den Weg gemacht, seinen Sohn zu suchen. Auf der Suche nach ihm wird er von den von Deimon angestachelten vier Winden, dem Nord-, Ost-, Süd- und Westwind in einen Streit und dann in einen Kampf verwickelt. Tyrion kann die Winde zwar in die Flucht schlagen, wird im Kampf jedoch schwer verletzt und von Deimon mit einem Blitzschlag ins Herz getötet. Er bereut, dass er Tabaluga auf dessen Frage nach der Liebe nicht richtig geantwortet habe und ihm nicht gesagt hatte, dass er ihn liebt. Als Tabaluga vom Tod seines Vaters erfährt, ist er traurig. Der Tod weist ihn auf den Stern hin, zu dem Tyrion geworden ist, und Tabaluga spürt, dass er seinen Vater immer lieben wird.
Als Tabaluga im Morgengrauen des nächsten Tages über das Land fliegt, genießt er das Leben der Natur und trifft wieder auf den Regenbogen und das nun glückliche Halbkind. In einem weißen Licht der zusammenfließenden Farben des Regenbogens erkennt Tabaluga das leuchtende Schweigen. Mit Blick auf all diejenigen, die er bei seiner Reise getroffen hat, versteht er, was die Liebe ist.
Titelliste
1. Ouvertüre
2. Wo komm ich her, wo geh ich hin
3. Halbkind
4. Das leuchtende Schweigen
5. Mensch aus Stahl
6. Traumfrau
7. Ich bin der Haß
8. Sie ist kalt
9. Der fröhliche Geselle
10. Der Weg ist auch das Ziel
11. Die Töne sind verklungen
12. Danke an das Leben
13. Das leuchtende Schweigen

#### Tabaluga und Lilli (1993)
Handlung
In einer kalten Winter-Vollmondnacht tritt Tabaluga vor die Drachenhöhle, wo er ein verlockendes unbekanntes klopfendes Geräusch vernimmt. Neugierig schwingt er sich in die Lüfte, um dem unbekannten Klang zu folgen. Als der den Kamm der Drachenberge erreicht, erinnert er sich wie sein Vater Tyrion ihm stets verboten hatte, diese zu überqueren. Tabaluga denkt:" Solange ich jung bin und mein Feuer noch brennt..", gibt er seiner Neugier nach und fliegt weiter in das Land von Arktos. Ihn hatte bisher noch keiner zu Gesicht bekommen; aber es hieß, dass er sehr mächtig sei.
Während Tabaluga einen Krater überfliegt, sieht er an dessen Boden Arktos persönlich.
Arktos verbreitet überall Kälte und lässt alles Leben erstarren; so schafft er sich dort eine Tochter – Lilli – aus einem Eisblock gemeißelt. Durch das helle Klopfen wird Tabaluga aufmerksam. Fasziniert von der zierlichen Gestalt und dem schönen Antlitz Lillis, stößt Tabaluga vor Begeisterung einen heißen Feuerstrahl aus; das macht Arktos so wütend, dass er tobend Eisblitze auf den Eindringling schleudert. Tabaluga nimmt gekonnt Reißaus.
In Sicherheit, lässt sich Tabaluga erschöpft auf einem Felsvorsprung nieder; an Lilli denkend schläft er ein. Im Traum begegnet er seinem Vater und erzählt von dem Erlebnis mit Lilli. Tyrion lässt seinen Sohn wissen, dass auch er Teil vom „Strom der Zeit“ sei – beim älter werden, müsse er sich deshalb mit Neuem auseinandersetzen.
Als Tabaluga am nächsten Morgen erwacht, verspürt er Hunger. An einem nahegelegenen Baum gedenkt er ihn mit Honig aus einem Bienennest zu stillen. Die Bienenwächter halten ihn zunächst davon ab. Die Bienenkönigin belehrt den kleinen Drache, erst um Erlaubnis zu bitten – sie gewährt ihm etwas Honig. Während Tabaluga den Honig verspeist, erzählt er den Bienen von seinem Erlebnis und fragt nach Lilli. Da die Bienen sie nicht kennen, machen sie sich singend wieder an die Arbeit.
Währenddessen entdeckt Tabaluga eine Rauchsäule am Horizont in der Annahme, wo Feuer ist, könnten auch Drachen – Freunde – sein, macht er sich auf den Weg dorthin. Dort angekommen stellt er fest, dass der Rauch von einem Vulkan stammt. Das Tor steht weit offen, so, dass Tabaluga neugierig eintritt. Im Kraterraum finden sich allerhand technischer Geräte zur Kontrolle der Vulkanaktivitäten. Als Tabaluga sich zu einem roten Knopf hingezogen fühlt, belehrt der Kratermann (Überwachung der Gerätschaften) ihn, diesen nicht anzufassen, da man mit roten Knöpfen nicht spiele. Obgleich Tabaluga noch die Worte seines Vaters Tyrions, die dieser ihm vor seinem ersten Abenteuer predigte, „Und wer erwachsen werden will, der muss auch vernünftig werden“, im Ohr hatte, drückte er den Knopf. Als Drache ist er feuerfest.
In einer gewaltigen Eruption wird Tabaluga wie in einer Achterbahnfahrt aus dem Krater gespuckt und landet danach verrußt im Netz der schwarzen Witwe Tarantula. Sie begutachtet direkt, was sie gefangen hat. Als Tabaluga sie anweist ihn freizulassen, da er sonst ihr Netz abtrennen müsse, entgegnet Tarantula verwirrt, ob er keine Angst habe. Tabaluga erwidert spöttisch, dass Angst doch auch nur so ein Gefühl sei. Dabei fällt ihm dieses unbekannte Gefühl wieder ein, dass er in Gegenwart Lillis verspürt hatte. Nachdem er Tarantula von seinem Erlebnis mit Lilli erzählt hatte, fragt er sie, ob sie dieses Gefühl auch schon einmal verspürt habe. Tarantula entgegnet wehmütig, dass sie dieses Gefühl kenne, es jedoch für sie vorbei sei und ihr Herz sich seither wie vereist anfühle, selbst im warmen September. Tarantula befreit daraufhin Tabaluga, der sich anschließend wieder in die Lüfte erhebt und weiterfliegt.
In der Abenddämmerung erreicht er ein gläsernes Schloss. Tabaluga betritt es und sieht im Inneren ein großes Spielcasino, in dem sich Silberfüchse, weiße Wölfe und Eisbären an Spieltischen tummeln. Als Tabaluga in einer Vitrine stehend Lilli entdeckt, kommt dieses merkwürdige Gefühl wieder in ihm hoch. Da kommt Arktos auf ihn zu und bietet Tabaluga scheinheilig an, bei einem Würfelspiel Lilli gegen Tabalugas Feuer zu setzen. Er überzeugt Tabaluga damit, dass er ihm klarmacht, dass auch das Leben und die Liebe wie Würfelspiele seien und wer nichts wagt, nichts gewinnen könne. Tabaluga gewinnt dieses Würfelspiel, worauf Arktos einen goldenen Schlüssel in Lillis Rücken steckt. Er dreht ihn einige Male, woraufhin sich Lilli bewegt; auf Tabaluga zukommt, der sie glücklich in seine Arme schließt. Lilli offenbart ihm, dass sie auch, wie er fühlt. Währenddessen werden ihre Bewegungen immer langsamer, bis sie wieder erstarrt. Daraufhin erklärt Arktos Tabaluga, schadenfroh, dass Lilli nur durch seinen Schlüssel zum Leben erwache – er somit den Schlüssel zur Macht habe – woraufhin er sein böses Wesen offenbart. Als anschließend der komplette Kristallpalast, um Tabaluga herum, zusammenbricht, er mit Lillis lebloser Hülle in einer kalten Wüste aus Sand und Stein zurückbleibt, fragt sich Tabaluga, ob die jüngsten Vorkommnisse nun Traum oder Wirklichkeit sind. Er ist sich bewusst, dass er Lilli zwar gewonnen, aber zugleich verloren hatte. Dadurch stirbt seine Hoffnung, mit Lilli glücklich zu werden.
Als Tabaluga an einem nahegelegenen See, Steine über das Wasser flippend, darüber grübelt, wie er an Arktos’ goldenen Schlüssel kommt, wird er vom Einsiedlerkrebs Ostrakes angesprochen. Der Krebs erklärt, dass das Gefühl, das Tabaluga verspürt, ein uraltes und zugleich sehr mächtiges ist. Der Schlüssel zur wahren Macht, kann seine Liebe Lilli, zum Leben erwecken. Voraussetzung dafür ist: Tabaluga bringt das Eis – um Lillis Herz – mit seinem Feuer zum Schmelzen. Er schafft es, Lilli erwacht zum Leben. Glücklich fallen sie sich in die Arme.
Titelliste
1. Ouvertüre
2. Solang dein Feuer brennt (Drachenlied)
3. Der Strom der Zeit
4. Wir sind froh, daß es uns gibt (Der Bienensong)
5. Faß das nicht an
6. Eis im September
7. Das Leben ist ein Würfelspiel
8. Ich fühl wie Du
9. Der Schlüssel zur Macht
10. Wenn eine Hoffnung stirbt
11. Finale

#### Tabaluga und das verschenkte Glück (2003)
Handlung
Viele Grünland-Jahre nach dem Sieg über Arktos feiert Tabaluga seinen siebten (ein Drachenjahr sind siebenhundert Grünlandjahre) Geburtstag. Viele Freunde und auch Arktos, sein Widersacher aus seinem vorigen Abenteuer mit Lilli, sind erschienen, um ihm ein Ständchen sowie ihre Präsente zu bringen. Als Geschenk erhält er eine Reihe unterschiedlicher Halsketten, die ihm vom Schenkenden direkt um den Hals gehängt werden. So wird Tabaluga mit Ketten aus Diamant, Gold, Silber, Perlen, Glasmurmeln, Glücksklee und Eisen behangen.
Die vielen Ketten sind sehr schwer und daher unbequem zu tragen und so bietet Arktos, der dies bemerkt hat, an, Tabaluga die schwere Diamantkette abzunehmen und gegen eine Kette aus einzigartigen, aber leichten Eiskristallen zu tauschen. Tabaluga nimmt dieses Angebot dankend an und lässt sich von Arktos die Eiskristallkette umhängen, die dann jedoch auf seinem heißen Drachenkörper umgehend schmilzt.
Tabaluga verlässt seine Feier und schwingt sich empor, um über Grünland zu fliegen. Als er Hunger verspürt, kommt er wieder bei den freundlichen Bienen vorbei, die ihm schon während seines Abenteuers mit Lilli von ihrem Honig speisen ließen. Diesmal jedoch wollen sie ihm nicht so einfach ihren kostbaren Honig überlassen. Da ihre Königin jedoch eine neue Krone benötigte, waren sie bereit ihren Honig im Tausch gegen Tabalugas Goldkette anzubieten. Er nimmt den Vorschlag gerne an, speist etwas Honig und fliegt weiter.
Dann kommt Tabaluga an einem traurigen Bach vorbei, der wehmütig beklagt, dass ihm die Glasperlen aus seinem Bett entwendet wurden. Um den Bach aufzuheitern, nimmt er seine Glasmurmelkette ab, lässt sie in das Bett des Baches gleiten und reist weiter. Als ein Gewitter aufzog, das den Baum des Lebens, den Tabaluga bei seinem ersten Abenteuer kennenlernte, mit einem Blitz spaltete, gelingt es dem Drachen mit einer Reihe treuer Freunde und unter Zuhilfenahme seiner Eisenkette, den Baum zu retten.
Als Tabaluga weiter reist, trifft er auf den Pechvogel, dem er seine Glückskleekette überlässt, um ihn von seinem Pech zu befreien. Glücklich fliegt der Pechvogel davon und als Tabaluga es ihm gleichtun will, tritt ein hässliches Dreckschwein aus dem Unterholz. Es ist mit seinem unschönen Äußeren unzufrieden und bittet Tabaluga um Hilfe, ein zumindest etwas schöneres äußeres Erscheinungsbild abzugeben. Tabaluga schenkte dem Dreckschwein daraufhin seine schöne Perlenkette, das Dreckschwein ist glücklich und der Drache setzt seine Reise fort.
Am Waldrand trifft Tabaluga dabei auf die Silberfüchsin, eine alte Bekannte aus Arktos’ Eiswelt, die Tabalugas Gutmütigkeit ausnutzen möchte, um ihm mit einer List seine Silberkette abzunehmen. Tabaluga durchschaut die List, schenkt der Silberfüchsin diese letzte verbliebene Kette einfach und erklärt ihr anschließend, dass er zum Leben nur das Feuer braucht.
Um das Gewicht der vielen schweren Ketten erleichtert, fühlt sich Tabaluga, als könne er Berge versetzen. Übermütig beschließt er die Redensart wörtlich zu nehmen, lädt sich an der Grenze zur Eiswelt einen mittleren Eisberg auf die Schultern und verkündet übermütig, ohne den Einsatz seiner Flügel über eine Gletscherspalte springen zu wollen. Der Versuch misslingt jedoch. Tabaluga stürzt in die Gletscherspalte, bleibt zwar unverletzt, klemmt sich aber so ungünstig ein, dass er sich nicht allein befreien kann. Als Arktos die Gelegenheit ausnutzen möchte, sich Grünlands zu bemächtigen, bilden die Freunde, denen Tabaluga auf seiner Reise mit den verschenkten Ketten geholfen hat, eine lebende Kette, die bis zum Fuß der Gletscherspalte reicht, und befreien Tabaluga auf diese Weise mit dieser Kette der Freundschaft. Als seine Retter Tabaluga eine Lektion über Freundschaft erteilen, fragt er sich, ob er mit dem Weiterverschenken seiner Geburtstagsgeschenkketten seinen Freunden nicht unrecht getan hat.
Da erscheint Nessaja, die weise alte Schildkröte, die Tabaluga bei seinem ersten Abenteuer kennenlernte, und überreicht Tabaluga als Geburtstagsgeschenk einen Spiegel. Als Tabaluga hineinschaut und sein selbstzweifelndes Spiegelbild betrachtet, beschließt er diesem nicht mehr entsprechen zu wollen. Als ihm bewusst wird, dass er zwar an andere Freunde Glück verschenkt, damit aber nicht sein Glück verschenkt hat, ist er mit sich wieder im Reinen und hat eine weitere wichtige Lektion gelernt.
Titelliste
1. Intro
2. Drachen empor
3. Glück und Glas
4. Gold
5. Der Bach
6. Freunde
7. Der Pechvogel
8. Schönheit
9. Das Feuer
10. Übermut
11. Der Spiegel
12. Das verschenkte Glück

#### Tabaluga und die Zeichen der Zeit (2011)
Handlung
Als Tabaluga in seiner Höhle auf dem Drakensberg versehentlich seinen Uhrenwecker kaputt macht, dass dieser stehenbleibt, glaubt er die Zeit selber angehalten zu haben. Ein Stein klärt ihn über seinen Irrtum auf und Tabaluga denkt über seine Worte nach. Er kann sich jedoch nicht konzentrieren, weil ihn eine Eintagsfliege stört, die ihr kurzes Leben in vollen Zügen genießt. Arktos, Tabalugas Erzfeind seit seinem Abenteuer mit Lilli, kommt dazu und erschlägt die Fliege.
Daraufhin taucht der Tod in Form eines gut gelaunten Fremden auf und erklärt dem kleinen Drachen, dass ein Leben immer unterschiedlich lang sein kann. Als Tabaluga noch mehr über die Zeit erfahren möchte, rät der Tod ihm zum König der Tiere, dem Löwen, zu gehen. Nach der Ansicht des Königs ist Zeit Geld, und man kann von beidem nie genug haben. Doch das Drachenkind gibt sich mit dieser Antwort nicht zufrieden.
Als Tabaluga in der Nacht sein (in Tabaluga und das leuchtende Schweigen) verstorbener Vater Tyrion im Traum erscheint, fragt Tabaluga ihn nach der Zeit. Tyrion antwortet ihm, dass man die Zeit leider nicht kaufen kann und er leider zu wenig Zeit für Tabaluga hatte. Als Tabaluga am nächsten Morgen aufwacht, bricht er auf, die Zeit weiter zu enträtseln. Dabei trifft er seine Freunde, die ihre revolutionären Forderungen wie etwa Mehr Zeit für alle oder Keine Zeit für niemand kundtun.
Danach stellen sich die vier Jahreszeiten vor. Beim Lied des Sommers beginnt Arktos zu schmelzen und nachdem Tabaluga sich ein bisschen amüsiert hat, bringt er seinen geliebten Feind, den Schneemann, zurück in seine Eiswelt. Arktos fragt ihn, warum er das getan habe, und der kleine Drache antwortet ihm, dass sie beide zusammengehörten.
Nachdem Tabaluga eine Weile weiter geflogen ist, landet er auf einem Basar. Auf dem ein Händler ihm eine Uhr verkaufen möchte die 13 statt der üblichen 12 Stunden anzeigt. Der Händler möchte die „Wunderuhr“ allerdings nicht gegen Geld, sondern nur gegen Tabalugas Feuer verkaufen. Als der Händler sich als Arktos entpuppt, geht Tabaluga weiter und kommt an weiteren Ständen vorbei, auch an einem Teppichhändler, der ihm einen fliegenden Teppich verkaufen möchte, der zeitlos schön sei. Tabaluga antwortet, dass er ohne die Zeit für ihn wertlos sei. Doch als der Händler den Teppich ausbreitet, erscheint die Zeit in Person einer jungen Frau und offenbart sich Tabaluga.
Die Zeit erfüllt Tabaluga seinen größten Wunsch, noch einmal mit seiner geliebten Lilli zu tanzen. Als der Tanz zu Ende ist, realisiert Tabaluga, dass die Zeit nur in Träumen anhält und sagt: „Das Einzige was über die Zeit wirklich siegen kann, ist die Liebe“. Die Zeit prophezeit ihm: „Es gibt eine Liebe, die stärker ist. Sie hat Himmel und Erde erschaffen und alles, was unter dem Himmel und auf der Erde lebt und steht“. Das Album endet mit dem an Kohelet 3 angelehnten Lied Alles im Leben hat seine Zeit.
Titelliste
1. Präludium in C
2. Ouvertüre
3. Alt wie ein Stein
4. Die Eintagsfliege
5. Arktos tritt auf
6. Der gutgelaunte Fremde
7. Zeiterscheinung
8. Time Is Money
9. Ich hatte keine Zeit für dich
10. Aufbruch
11. Revolution
12. Zebralogie
13. Die vier Jahreszeiten
14. Der geliebte Feind
15. Auf dem Basar
16. Die Wunderuhr
17. Offenbarung
18. Die Zeit hält nur in Träumen an
19. Prophezeiung
20. Alles im Leben hat seine Zeit

#### Tabaluga – Es lebe die Freundschaft (2015)
Handlung
Der böse Schneemann Arktos überfällt Grünland und initiiert einen gigantischen Schneesturm; infolgedessen wird Tabaluga von einer gewaltigen Schneelawine verschüttet. Ein zufällig heranfliegender Glückskäfer und eine Ameisenarmee können Tabaluga zwar freischaufeln, der kleine grüne Drache hat allerdings durch die Attacke sein Gedächtnis verloren. Stückweise jedoch schafft es der Glückskäfer, Tabalugas Erinnerungen wiederherzustellen. Als Tabaluga im Kontrollzentrum eines Vulkanes an der Grenze zwischen Grünland und der Eiswelt auf einen roten Knopf drückt, bricht der Vulkan auf einmal aus und verschüttet Lava und Asche über die Eiswelt und Grünland. Mithilfe von Arktos können sie den Vulkan mit Schnee zuschütten, durch die gemeinsame Rettungsaktion werden die beiden schließlich zu Freunden.
Titelliste
Neben fünf neuen Liedern („°“) enthält das Album acht neu eingespielte Songs, die Peter Maffay zusammen mit anderen bekannten Künstlern wie Michael Herbig, Jan Delay, Otto Waalkes, Helene Fischer, Samy Deluxe, Tim Bendzko, Alexander Wesselsky, Uwe Ochsenknecht, Udo Lindenberg, Laith Al-Deen und Johannes Oerding sang, aus vorhergehenden Konzept-Alben und zudem ein kurzes Medley aus vier weiteren alten Liedern („*“), die in eine neue Geschichte eingebettet sind:
1. Ouvertüre
2. Arktos' wilde verwegene Jagd (Erzähler)
3. Der Glückskäfer °
4. Arbeit ist das halbe Leben *
5. Wo komm ich her? °
6. Tabaluga *
7. Wir sind froh, dass es uns Gibt *
8. Im Palast der Erinnerung (Erzähler)
9. Medley (Die Delphine, Der Pechvogel, Eis im September, Schweine Ragga) *
10. Dafür sind Freunde da (Erzähler)
11. Feuer und Liebe *
12. Warnung vor dem Ungeheuer (Erzähler)
13. Ich fühl wie du *
14. Fass das nicht an *
15. Höhenflug (Erzähler)
16. Ich bin Tabaluga °
17. Willkommen in der Gegenwart (Erzähler)
18. Der Schlüssel zur Macht *
19. Feuerwehr wider Willen
20. Die perfekte Kombination °
21. Ein Sieg auf ganzer Linie (Erzähler)
22. Ein Augenblick für immer (Erzähler)
23. Es lebe die Freundschaft! °
24. Nessaja *

#### Tabaluga – Die Welt ist wunderbar! (2022)
Handlung
In Grünland, der Heimat von Tabaluga, herrscht dicke Luft. Schneemann Arktos ist aus Eisland herbeigestapft, um seinem Kumpel die Leviten zu lesen. Der kleine grüne Drache, so schimpft er, sei mit seinem ständigen Feuerspeien schuld daran, dass Arktos förmlich der Schnee unter dem Allerwertesten wegschmelze und die Hitze immer unerträglicher werde. Tabaluga reagiert empört und beschuldigt Arktos und seine Leute, das Meer zuzumüllen. Bevor sich die beiden Burschen endgültig in die nicht vorhandenen Haare kriegen, landet jedoch plötzlich ein sanft surrendes elektrisch betriebenes Raumschiff vor ihren Füßen.
Dem Gefährt, das direkt aus der Zukunft kommt, entsteigt ein anmutiges Glühwürmchen namens Lucy. Sie bringt den beiden Streithähnen eine Botschaft mit, die es in sich hat. Weder die Eis- noch die Grünländer seien schuld an der katastrophalen Klimaentwicklung – sondern die Menschlinge. Staubtrocken und fast schon unbewohnbar sei der ehemals blaue Planet, aber mit vereinten Kräften und der geballten Kraft der erneuerbaren Energien könne man die Erde womöglich vor dem Untergang bewahren. Noch sei es nicht zu spät. Klar, dass Tabaluga und seine Freunde schnurstracks zu Lucy ins E-Mobil klettern und sich auf den Weg ins Abenteuer Weltrettung machen.
Titelliste
Die ausschließlich neuen Lieder sang Peter Maffay ein; in drei Songs wurde er von Alexander Wesselsky und Stefanie Heinzmann unterstützt.
1. Ouvertüre
2. Es ist heiß
3. Die Menschlinge
4. Rock 'N' Roll
5. Elektrizität
6. Sieben Gründe für die Sonne
7. Ich bin der Wind
8. Ohne Wasser gibt's kein Leben
9. Engel und auch Teufel
10. Raumschiff Erde
11. Die Welt ist wunderbar
12. Königreich der Liebe

### Tourneen und Live-Alben
Maffay gab bisher vier erfolgreiche Tabaluga-Tourneen, deren Konzerte alle in Hallen stattfanden.
Zunächst wurde 1994 die Tournee Tabaluga & Lilli mit 90 Konzerten vor etwa 700.000 Zuschauern aufgeführt. Das Thema ist eine Mischung der Geschichten des ersten und dritten Konzeptalbums. Als Musiker und Darsteller wirkten zum Beispiel mit: Maffay mit seiner Band, Alexis, Rufus Beck, Anita Davis, Bertram Engel, Nino de Angelo, Robert Hart, Nadeen Holloway, Pascal Kravetz, Stephan Remmler, sowie viele weitere Tänzer und Akteure. Als Mitschnitte erschienen 1994 die Live-CD Tabaluga und Lilli – Live (vom 11./12. April 1994) und 2006 die Live-DVD Tabaluga & Lilli – Live, die einen ähnlichen Inhalt wie die CD enthält und wie die CD in der Westfalenhalle (Dortmund) aufgenommen wurde.
2003 folgte die Tournee Tabaluga und das verschenkte Glück. Das Thema basiert auf der Geschichte des vierten Konzeptalbums. Als Musiker und Darsteller wirkten unter anderem mit: Maffay mit seiner Band, Rufus Beck, Heinz Hoenig, Udo Lindenberg, Sissi Perlinger, Rolf Stahlhofen sowie viele weitere Tänzer und Akteure. Als Mitschnitt erschien die Live-DVD Tabaluga und das verschenkte Glück (2004), die am 2. und 3. November 2003 in der Frankfurter Festhalle mitgeschnitten wurde.
2012 lief die Tournee Tabaluga und die Zeichen der Zeit. Das Thema basiert auf der Geschichte des fünften Konzeptalbums. Als Darsteller neben Peter Maffay und Band waren wieder Rufus Beck als Zauberer und Heinz Hoenig als Arktos dabei. Außerdem waren neben Mandy Capristo, die die Lilli spielt und mit Peter Maffay auch das Lied Die Zeit hält nur in Träumen an singt, lokal verschiedene bekannte Akteure wie zum Beispiel Tim Bendzko, Der Graf, Sasha, Uwe Ochsenknecht, Rolf Stahlhofen, David Garrett und Julia Neigel zu sehen. Eine Live-CD, -DVD und -BD, die am 19. Oktober 2012 in der Frankfurter Festhalle mitgeschnitten wurde, erschien am 30. November 2012.
Vom 7. Oktober bis 17. Dezember 2016 fanden erneut Live-Aufführungen einer Tabaluga-Geschichte statt. Das Thema basierte auf dem 6. Konzeptalbum, Tabaluga – Es lebe die Freundschaft; Letzteres wurde 2014 angekündigt und am 30. Oktober 2015 veröffentlicht. Bei der Tournee waren wieder Rufus Beck als Magier, Heinz Hoenig als Arktos und Künstler wie Uwe Ochsenknecht, Nastasija Marinkovic dabei. Je nach Veranstaltungsort traten verschiedene Gaststars auf, in Dortmund unter anderen: Julia Neigel, Tim Bendzko, Uwe Ochsenknecht, Culcha Candela. Die Live-Aufführungen vom 18. und 19. November 2016 in der Dortmunder Westfalenhalle wurden aufgezeichnet; Mitschnitte davon sind seit 10. März 2017 als CD, DVD und BD erhältlich.

### Auszeichnungen
Tabaluga erhielt folgende Auszeichnungen:

| Interpret    | Titel                                          | Jahr | Format | Preis          | Firma                                 | Label                          |
| ------------ | ---------------------------------------------- | ---- | ------ | -------------- | ------------------------------------- | ------------------------------ |
| Diverse      | Tabaluga – Das große Ereignis u. a., Folge 1   | 1999 | Alben  | Gold           | BMG Miller                            | Europa Primo                   |
| Diverse      | Tabaluga – Ein ganz heißes Ding u. a., Folge 2 | 1999 | Alben  | Gold           | BMG Miller                            | Europa Primo                   |
| Peter Maffay | Tabaluga – Es lebe die Freundschaft!!          | 2016 | Alben  | Platin         | Sony Music Entertainment Germany GmbH | 30394 RCA Deutschland – Maffay |
| Peter Maffay | Tabaluga und die Zeichen der Zeit              | 2013 | Alben  | ×2Doppelplatin | Sony Music Entertainment Germany GmbH | Ariola                         |
| Peter Maffay | Tabaluga oder die Reise zur Vernunft           | 1995 | Alben  | ×3Dreifachgold | BMG Mü                                | Ariola                         |
| Peter Maffay | Tabaluga und das leuchtende Schweigen          | 1995 | Alben  | ×3Dreifachgold | BMG Mü                                | Ariola                         |
| Peter Maffay | Tabaluga und Lilli                             | 1994 | Alben  | ×3Dreifachgold | BMG Mü                                | Ariola                         |
| Peter Maffay | Tabaluga II                                    | 1986 | Alben  | Platin         | Teldec                                | Teldec                         |

| Interpret    | Titel                                    | Jahr | Format | Preis          | Firma                                 | Label  |
| ------------ | ---------------------------------------- | ---- | ------ | -------------- | ------------------------------------- | ------ |
| Peter Maffay | Tabaluga und die Zeichen der Zeit – Live | 2012 | Video  | Gold           | Sony Music Entertainment Germany GmbH | Ariola |
| Peter Maffay | Tabaluga & Lilli Live                    | 1996 | Video  | ×2Doppelplatin | BMG Video                             |        |

### Musical – Tabaluga & Lilli
Das Musical Tabaluga & Lilli lief im TheatrO CentrO in Oberhausen vom 24. September 1999 bis 30. Juni 2001. Als Darsteller wirkten unter anderem: Ross Antony, Andreas Bieber, Bernie Blanks, Alex Melcher, Sylvia Gonzalez Bolivar, Carolin Fortenbacher, Paul Kribbe, Stephan Remmler, Alexandra Wilcke und Ian Jory.

### Fulldome-Show
Am 8. April 2014 wurde Tabaluga und die Zeichen der Zeit – Das 360°-Erlebnis im Planetarium Hamburg uraufgeführt. In diesem 60-minütigen Animationsfilm wurde Tabaluga und seine Welt erstmals in 3-D animiert, und im Fulldome-Format für die Kuppel eines Planetariums produziert. Der Soundtrack mit insgesamt 11 Songs aus dem Album Tabaluga und die Zeichen der Zeit wurde in mehreren Surround-Sound-Varianten produziert. Die immersive Familien-Musikshow wird regelmäßig im Programm von vielen Planetarien deutschlandweit gezeigt.

### Zeichentrickserie
Von 1997 bis 1998 und 2004 wurde insgesamt drei Staffeln der Tabaluga-Zeichentrickserie produziert.

### Kinofilm
Am 6. Dezember 2018 kam der 3D-Animationsfilm Tabaluga – Der Film in die deutschen Kinos. Regie führte Sven Unterwaldt. Tabaluga wird von Wincent Weiss gesprochen. Zudem sind als Sprecher Rufus Beck (Raben Kolk), Michael Bully Herbig (Marienkäfer Bully), Heinz Hoenig (Arktos), Yvonne Catterfeld (Eisprinzessin Lilli) und Rick Kavanian (Eisbär Limbo) und Katharina Thalbach (Nessaja) beteiligt. Peter Maffay singt bekannte Tabaluga-Songs.